# Hexamitoptera lawinda
Hexamitoptera lawinda är en fjärilsart som beskrevs av Arnold Pagenstecher 1885. Hexamitoptera lawinda ingår i släktet Hexamitoptera och familjen nattflyn. Inga underarter finns listade i Catalogue of Life.

## Bildgalleri

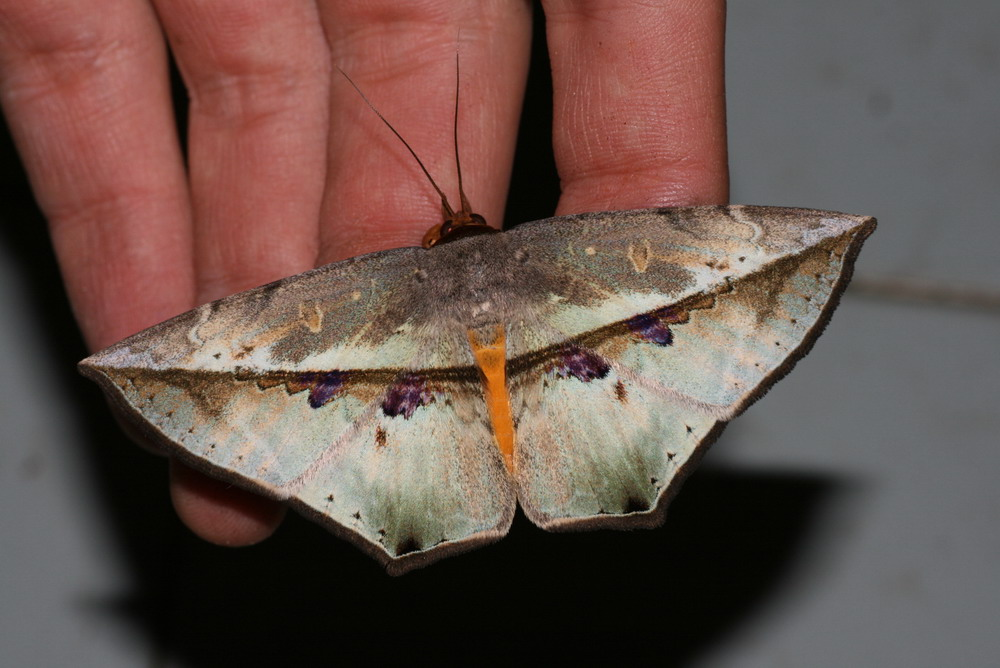